# Psectrocladius calcaratus
Psectrocladius calcaratus är en tvåvingeart som först beskrevs av Edwards 1929.  Psectrocladius calcaratus ingår i släktet Psectrocladius och familjen fjädermyggor.
Artens utbredningsområde är Alberta. Arten är reproducerande i Sverige. Inga underarter finns listade i Catalogue of Life.